# Otón Enrique del Palatinado-Neoburgo
Otón Enrique del Palatinado-Neoburgo (28 de octubre de 1580-2 de marzo de 1581), noble alemán, fue el cuarto hijo del conde palatino y duque Felipe Luis del Palatinado-Neoburgo y de Ana de Cléveris. Sus abuelos paternos era el conde palatino y duque Wolfgang del Palatinado-Zweibrücken y Ana de Hesse. Sus abuelos maternos fueron el duque Guillermo V el Rico de Jülich, Cléveris y Berg y de la archiduquesa austriaca María de Habsburgo. Su hermano mayor fue el conde palatino y duque Wolfgang Guillermo del Palatinado-Neoburgo.
De su vida se sabe muy poco. 
- Datos: Q6054787